# Oberea depressa
Oberea depressa är en skalbaggsart som först beskrevs av Friedrich-August von Gebler 1825.  Oberea depressa ingår i släktet Oberea och familjen långhorningar.
Artens utbredningsområde är Kazakstan. Inga underarter finns listade i Catalogue of Life.